# أسكاون
أسكاون هي جماعة قروية في إقليم تارودانت بجهة سوس ماسة في المغرب. وهي تضم 7458 نسمة، حسب الإحصاء العام للسكان والسكنى لسنة 2014.

## التعليم
قائمة المؤسسات التعليمية في أسكاون:
- مجموعة مدارس أسكاون (المركزية: أسكاون / الوحدات: افري - تدمامت - توزنت - تزكي)
- مجموعة مدارس توررت نزدي (المركزية: توريرت / الوحدات: تسخت نايت إبراهيم - اميضر - امالو - اكدير)
- مجموعة مدارس أدغيغ (المركزية: أدغيغ / الوحدات: أسكاور - تمالوت - إد عمر وعلي)
- مجموعة مدارس الينبوع (المركزية: أسفزيمر / الوحدات: أكرض نودرار - أكلكال - توكرين - أرك)
- إعدادية أسكاون (مركز جماعة أسكاون)

## النقل والطرق
توجد بالجماعة القروية أسكاون شبكة طرقية منها المعبدة وغير المعبدة: 
- الطريق الإقليمية 1739 الرابطة بين أسكاون وتالوين وهي طريق معبدة.

- الطريق الإقليمية 1702 الرابطة بين أسكاون وأوزيوة والطريق الرابطة بين أسكاون وتاويالت وهي طريق في طور التعبيد.

- الطريق السياحية الرابطة بين أسكاون وورزازات عبر اكيسل والطريق الرابطة بين أسكاون ومراكش عبر افنوان، وهي طريق غير معبدة.

أما وسائل النقل المعتمدة بشكل كبير فهي النقل المزدوج (الطرونزيت) والشاحنات الصغيرة.

## دواوير الجماعة
- دوار أولوس يبعد 3 كلم من جماعة اسكاون
- توريرت نوغبار (توريرت نزدي) الغرب الشمالي لأسكاون تبعد بحوالي 7 كلم، الطريق غير معبدة
- تيسخت نايت واديف تقع بالقرب من توريرت نوغبار
- وينيفغان يبعد عن أسكاون بحوالي 10 كلم
- تيسخت نايت إبراهيم تبعد بحوالي 7 كلم غربا الطريق غير معبدة
- إيميضر قرية نائية تبعد عن أسكاون غربا بحوالي 10 كلم غربا
- أدغيغ تبعد عن أسكاون بحوالي 5 كلم الجنوب الغربي
- تمالوت
- أسكاور
- إد عمرو وعلي
- تادمامت
- تاوزنت
- تيزكي
- إفري
- ايت سليمان
- أكرض نودرار
- أكادير
- أكني
- أسفزيمر
- أمالو
- تيمسكيت
- آيت إسماعيل
- تاسيلا

## الاقتصاد
يعتمد الاقتصاد المحلي للسكان، غالبا على الفلاحة وتربية الماشية، وزراعة الزعفران. كما تُعرف المنطقة بتواجد منجم للفضة يسمى بمنجم زݣوندر، لكن هذا الأخير يعرف العديد من المشاكل والصراعات مع الساكنة المحلية، بسبب إتهامات له بالترامي على الأراضي بشكل غير قانوني، بالإضافة إلى إتهامات أخرى تتعلق بالتلوث البيئي للمنطقة، والتسبب في إستنزاف الفرشة المائية، ونفوق الماشية.

## الصحة
تتوفر جماعة أسكاون على مركز صحي قروي من المستوى الثاني، لكنه يفتقر للتجهيزات الضرورية، ويضطر معظم السكان للتوجه لتارودانت، بحثاً عن الرعاية الصحية.